# Galbalcyrhynchus purusianus
Galbalcyrhynchus purusianus là một loài chim trong họ Galbulidae.